# Zapovednik Dzjerginski
Zapovednik Dzjerginski (Russisch: Джергинский государственный природный заповедник) is een strikt natuurreservaat gelegen in de Russische republiek Boerjatië. De oprichting tot zapovednik vond plaats op 14 augustus 1992 per decreet (№ 558/1992) van de regering van de Russische Federatie en heeft een oppervlakte van 2.380,88 km².

## Kenmerken
Zapovednik Dzjerginski werd opgericht op de locatie van de in 1974 opgerichte zakaznik die een grootte had van 422 km². Het voorstel om het reservaat uit te breiden werd op 16 juli 1990 goedgekeurd door de Raad van Ministers van de Russische SFSR. In 1992 werd besloten de bescherming van het gebied op te schalen tot zapovednik, een Russisch type strikt natuurreservaat.
Zapovednik Dzjerginski wordt gekenmerkt door een grote variatie aan reliëf. Het centrale, noordelijke en noordoostelijke deel van het reservaat ligt in het Bargoezingebergte, terwijl het westen en zuiden deel uitmaken van de Bargoezinvallei. De gelijknamige rivier Bargoezin stroomt door Zapovednik Dzjerginski van noordoostelijke richting richting het zuidwesten. De bovenloop van de Bargoezin bevindt zich hier op een bijzondere geografische positie, namelijk op de grens tussen het Bargoezingebergte, Zuidelijk Moejskigebergte en het Ikatgebergte. De vegetatie in het gebied is afhankelijk van de verticale zonering in het gebied. De belangrijkste biotopen zijn bergtaiga, bergsteppe en bergtoendra, terwijl er in de Bargoezinvallei voornamelijk graslanden en moerasachtige gebieden te vinden zijn.

## Flora en fauna
In Zapovednik Dzjerginski zijn 145 vogelsoorten vastgesteld. Zowel het alpensneeuwhoen (Lagopus muta) en moerassneeuwhoen (Lagopus lagopus) komen voor in het reservaat, maar de verspreiding van de twee verwante soorten is ongelijk verdeeld. Het moerassneeuwhoen komt voor in de lariksbossen aan de rand van de toendra, terwijl het Alpensneeuwhoenders de kale bergkammen verkiezen. Langs de Bargoezinrivier broeden watervogels als grote zaagbek (Mergus merganser) en brilduiker (Bucephala clangula). In bergmeren langs de bovenloop van rivieren broeden Pacifische grote zee-eenden (Melanitta deglandi stejnegeri) en wintertalingen (Anas crecca). In de Bargoezinvallei kan bijvoorbeeld de stekelstaartsnip (Gallinago stenura) worden aangetroffen. Andere vermeldenswaardige broedvogels van Zapovednik Dzjerginski zijn o.a. het hazelhoen (Tetrastes bonasia), rotsauerhoen (Tetrao urogalloides), oosterse tortel (Streptopelia orientalis), boskoekoek (Cuculus saturatus), Pallas' boszanger (Phylloscopus proregulus), bladkoning (Phylloscopus inornatus), blauwe nachtegaal (Larvivora cyane) en wilgengors (Emberiza aureola). Onder de 43 vastgestelde zoogdieren bevinden zich soorten als bruine beer (Ursus arctos), noordelijke fluithaas (Ochotona hyperborea), sabelmarter (Martes zibellina), Siberisch muskushert (Moschus moschiferus), Siberisch ree (Capreolus pygargus) en Siberische wezel (Mustela sibirica). In meren en rivier leven vissoorten als Siberische vlagzalm (Thymallus arcticus), kwabaal (Lota lota), taimen (Hucho taimen) en lenok (Brachymystax lenok).